# Adílio Da Ronch
Adílio Da Ronch (Dona Francisca, 25 de outubro de 1908 — Feijão Miúdo, 21 de maio de 1924) foi um coroinha brasileiro. Foi beatificado por mandato do Papa Bento XVI em outubro de 2007 pelo Cardeal José Saraiva Martins.
Junto ao padre Manuel Gómez González, pároco do Nonoai, visitava as capelas da região. Em uma das visitas rotineiras, Adílio e padre Manuel foram assassinados em 21 de maio de 1924, na localidade de Feijão Miúdo, no atual município de Três Passos.

## Biografia
Seu pai era Pietro Da Ronch (imigrante italiano do vilarejo de Tóccol, no município de Agordo, província de Belluno, norte da Itália), cuja família radicou-se no Rio Grande do Sul em 1890. Sua mãe, Giuditta "Judite" Segabinazzi também era uma imigrante italiana.
Adílio vivia com os pais em Nonoai. Os Da Ronch, sua família, eram muito católicos e ajudavam muito o padre espanhol Manuel Gómez González, na liturgia de missas e outras cerimônias religiosas, sempre que ele passava pelo lugarejo. Padre Manuel era, com frequência, hóspede da família Da Ronch e lá muitas vezes fazia suas refeições. Todos na região gostavam do padre Manuel. Foi ele quem criou a escolinha onde as crianças, inclusive Adílio, estudavam.
Padre Manuel organizou um grupo de coroinhas para ajudá-lo no trabalho pastoral. Adílio foi um desses adolescentes. Depois de sua Primeira Comunhão, começou a auxiliar no serviço do altar e o acompanhar pelo interior, levando os sacramentos para os doentes. Ia troteando em seu burrinho, pelas estradinhas de terra ao lado do bom sacerdote.
Padre Manuel estava visitando as comunidades do interior, incluindo a dos índios caingangues. Em 2 de março de 1924 ele e Adílio partiram para a Alto Uruguai para a Páscoa dos militares, no contexto de uma visita pastoral à paróquia Longo da Palmeira. E, depois, foram para a colônia de Três Passos para ajudar os colonos de origem alemã. Iam montados nos burros, pelo meio da mata ou estradinhas difíceis.
Quando chegaram à localidade de Feijão Miúdo, no atual município de Três Passos, o padre Manuel e seu coroinha Adílio foram assassinados por revolucionários armados.